# Chevrolet Celta
Der Chevrolet Celta ist ein Kleinwagenmodell von General Motors do Brasil. Er basiert auf der Plattform des Opel Corsa B und wurde als Einstiegsmodell der Marke konzipiert. Der Celta ist mit über 1,7 Mio. Einheiten das meistverkaufte Modell von GM do Brasil.

## Modellgeschichte
Das Modell wurde auf Basis der ersten Generation des Chevrolet Corsa – einer Badge-Engineering-Variante des Opel Corsa B – entwickelt und kam im September 2000 auf den Markt. Es war das  erste Modell, das im neuen GM-Werk in Gravataí gefertigt wurde. Auf dem argentinischen Markt wurde das Modell zunächst als Suzuki Fun angeboten. Später wurde auch hier der Name in Chevrolet Celta geändert. In den ersten Modelljahren war nur eine dreitürige Version verfügbar. Parallel wurde als höherwertige Alternative die zweite Generation des Corsa eingeführt. 
Ab 2005 war der Celta zusätzlich als Fünftürer erhältlich. Zum Modelljahr 2006 wurde er erstmals überarbeitet. Dabei wurden die Frontscheinwerfer und die Kühlermaske geändert und die Kennzeichenhalterung vom Heckstoßfänger an die Heckklappe verlegt. Im gleichen Jahr ging die Stufenheckversion des Celta, der Prisma, in Produktion. 2011 folgte ein weiteres Facelift, bei dem nun das globale Chevrolet-Logo zum Einsatz kommt. Zudem wurden die Ausstattungslinien in den meisten Märkten fortan – wie bei Chevrolet üblich – mit Buchstabenkombinationen anstatt wie vorher mit Namen bezeichnet.
Im Jahr 2013 wurde die Marke von 1,5 Mio. produzierten Einheiten überschritten.
In den letzten Modelljahren wurde die Versionsvielfalt eingeschränkt. Zuletzt war nur noch der Fünftürer mit – je nach Markt – 1,0- oder 1,4-Liter-Motor in LT- bzw. Advantage-Ausstattung erhältlich.

## Technik
Das Modell basiert auf der GM4200-Plattform. Es wurde speziell als einfaches und günstiges Einstiegsmodell konzipiert, sodass viele Ausstattungsmerkmale, die noch beim Corsa Standard waren (z. B. ABS), nicht oder nur gegen Aufpreis verfügbar waren. Als Folge dessen erreichte der Celta im von Latin NCAP durchgeführten Crashtest einen von fünf Sternen in der Bewertung für die Sicherheit von Erwachsene und zwei von fünf Sternen in der Bewertung für die Sicherheit von Kindern.
Während die Karosserie verändert wurde, um ein eigenständiges Erscheinungsbild zu schaffen, entsprechen die Bodengruppe und das Fahrwerk genau dem Corsa B mit Einzelradaufhängung und MacPherson-Federbeinen vorne und Verbundlenkerachse hinten.

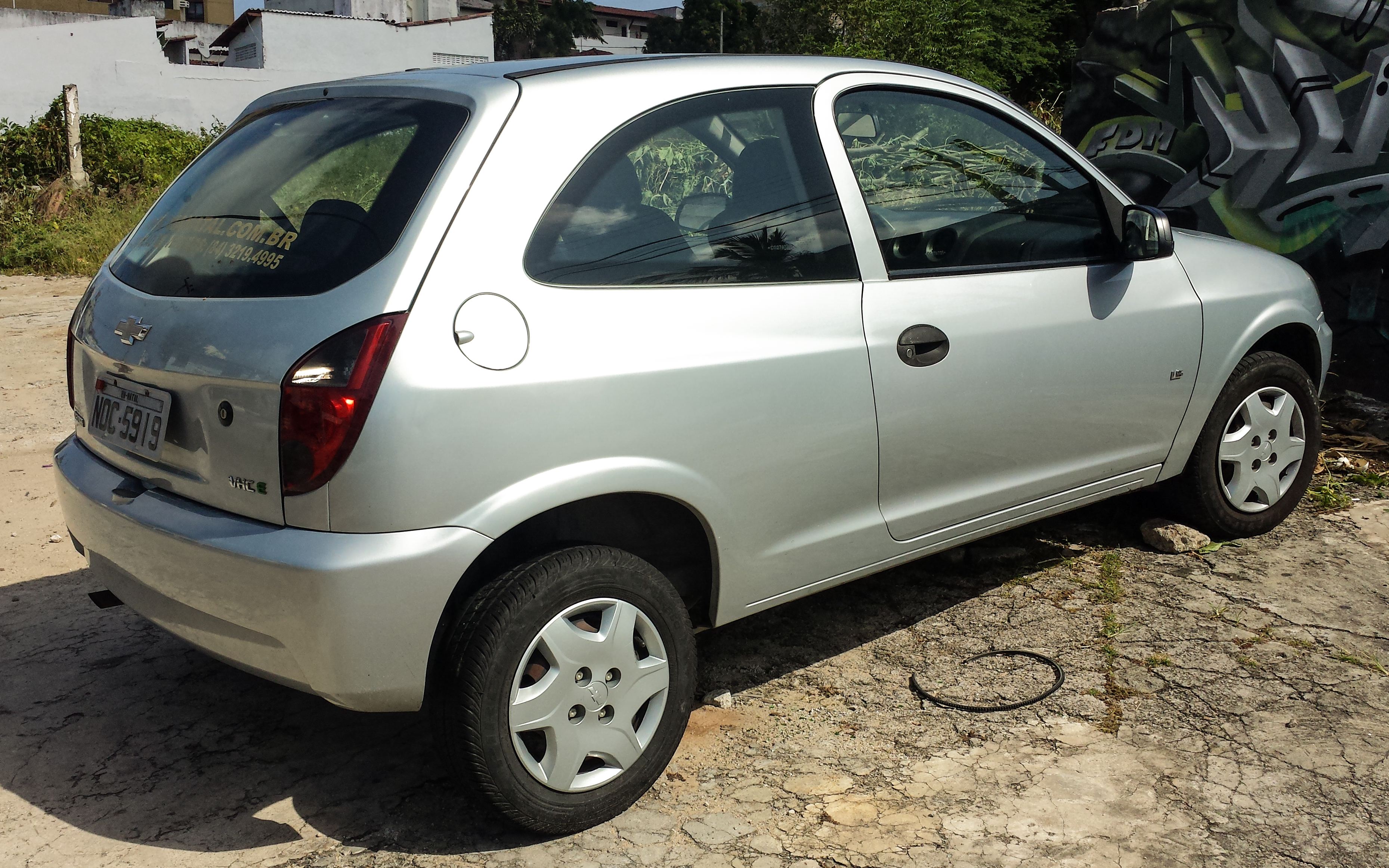
Heckansicht, zweites Facelift

Zunächst war ausschließlich ein 1,0-l-Ottomotor lieferbar. Später wurde auch ein 1,4-Liter-Motor angeboten und der 1,0-l-Motor für den brasilianischen Markt auf Ethanol-Kraftstoff umgerüstet (Flexible Fuel Vehicle). Airbag und ABS waren ab dem Modelljahr 2014 erhältlich.